# Subantarctia
Subantarctia là một chi nhện trong họ Orsolobidae.